# ستيف بورنشتاين
ستيف بورنشتاين (بالإنجليزية: Steve Bornstein)‏ هو محرر أمريكي، ولد في 20 أبريل 1952 في فير لون في الولايات المتحدة.

## وصلات خارجية
- ستيف بورنشتاين على موقع إن إن دي بي (الإنجليزية)